# Edmore (Dakota Północna)
Edmore – miasto w Stanach Zjednoczonych, w stanie Dakota Północna, w hrabstwie Ramsey.